# Gara Varna
Gara Varna (în bulgară Железопътна гара Варна, transliterat: Jelezopătna gara Varna) este gara principală și centrală a municipiului Varna și deservește orașul de la Marea Neagră.

## Istoric
Clădirea principală a gării a fost construită între 1908 și 1925, când a fost inaugurată oficial de țarul Boris al III-lea al Bulgariei. Orașul Varna are o gară încă din 26 octombrie 1866, când a fost inaugurată linia de cale ferată Varna-Ruse.
Clădirea a fost construită în mai multe etape, sub supravegherea arhitecților Nikola Kostov și Kiro Marichkov. Clădirea este în stil Art Nouveau, cu elemente de neobaroc. Arhitecții italieni au fost, de asemenea, implicați în stilizarea atât a interiorului, cât și a exteriorului clădirii. În 1929, în turnul cu ceas al stației a fost instalat un mecanism de ceas german. Stația a fost supusă unor lucrări majore de restaurare în 2004 și în 2005.
La început, Varna a fost o oprire pe ruta Orient Express, unde pasagerii se îmbarcau pe un feribot spre Constantinopol după ce luau un tren de la Giurgiu la Ruse, apoi un feribot spre Varna. Astăzi, este un nod feroviar cheie, cu trei linii spre Sofia și linii separate spre Karnobat, Ruse, Plovdiv, Pleven, Șumen, Dobrici etc.